# The Empire Strikes First
The Empire Strikes First – album grupy punkrockowej Bad Religion z 2004 roku.

## Lista utworów
1. Overture (01:09)
2. Sinister Rouge (01:53)
3. Social Suicide (01:34)
4. Atheist Peace (01:57)
5. All There Is (02:57)
6. Los Angeles Is Burning (03:22)
7. Let Them Eat War (02:56)
8. God's Love	(02:32)
9. To Another Abyss (04:05)
10. The Quickening (02:19)
11. The Empire Strikes First (03:23)
12. Beyond Electric Dreams (04:03)
13. Boot Stamping on a Human Face Forever (03:49)
14. Live Again – the Fall of Man (03:40)
15. The Surface of Me (03:01) (tylko na japońskiej wersji albumu)

## Skład grupy
- Greg Graffin – śpiew
- Brian Baker – gitara
- Mr. Brett – gitary
- Greg Hetson – gitary
- Jay Bentley – gitara basowa
- Brooks Wackerman – perkusja